# Starokatolická farnost Jihlava
Starokatolická farnost Jihlava je farnost Starokatolické církve v České republice. Vznikla fakticky roku 2003, jako filiální obec patřící k farnosti Havlíčkův Brod byla zaregistrována v roce 2004 a již 15. listopadu 2005 se stala samostatnou farností.
K bohoslužbám farní obec využívala nejprve kostel apoštola Pavla patřící Českobratrské církvi evangelické, od roku 2007 pak bývalý dominikánský kostel Povýšení svatého Kříže, v současnosti patřící Církvi československé husitské, s níž o užívání kostela uzavřela smlouvu.